# Fabian Reese
Fabian Reese, né le 29 novembre 1997 à Kiel, est un footballeur allemand qui évolue au poste d'attaquant au Hertha Berlin.

## Biographie

### En club
En janvier 2023 Reese annonce rejoindre librement le Hertha Berlin en juillet 2023.

### En sélection
Avec les moins de 19 ans, il participe au championnat d'Europe des moins de 19 ans en 2016. Lors de cette compétition, il joue trois matchs, contre l'Italie, le Portugal, et l'Autriche, avec pour bilan deux défaites et une victoire.
Il dispute ensuite l'année suivante la Coupe du monde des moins de 20 ans organisée en Corée du Sud. Lors du mondial junior, il joue quatre matchs. Il inscrit un but contre le Vanuatu en phase de poule, délivrant également une passe décisive lors de cette rencontre. L'Allemagne s'incline en huitièmes face à la Zambie, après une séance de tirs au but.

## Statistiques
| Saison                | Club                  | Championnat           | Championnat | Championnat | Championnat | Coupe(s) nationale(s) | Coupe(s) nationale(s) | Coupe(s) nationale(s) | Compétition(s) continentale(s) | Compétition(s) continentale(s) | Compétition(s) continentale(s) | Compétition(s) continentale(s) | Total | Total | Total |
| Saison                | Club                  | Division              | M.          | B.          | P.d.        | M.                    | B.                    | P.d.                  | Comp.                          | M.                             | B.                             | P.d.                           | M.    | B.    | P.d.  |
| 2015-2016             | Schalke 04            | Bundesliga            | 1           | 0           | 0           | -                     | -                     | -                     | -                              | -                              | -                              | -                              | 1     | 0     | 0     |
| 2016-2017             | Schalke 04            | Bundesliga            | 3           | 0           | 0           | 1                     | 0                     | 0                     | C3                             | 2                              | 0                              | 0                              | 6     | 0     | 0     |
| 2017-2018             | Schalke 04            | Bundesliga            | 7           | 0           | 0           | -                     | -                     | -                     | -                              | -                              | -                              | -                              | 7     | 0     | 0     |
| 2019-2020             | Schalke 04            | Bundesliga            | 2           | 0           | 0           | -                     | -                     | -                     | -                              | -                              | -                              | -                              | 2     | 0     | 0     |
| Sous-total            | Sous-total            | Sous-total            | 13          | 0           | 0           | 1                     | 0                     | 0                     | -                              | 2                              | 0                              | 0                              | 16    | 0     | 0     |
| 2016-2017             | Karlsruher SC (prêt)  | 2. Bundesliga         | 10          | 0           | 0           | -                     | -                     | -                     | -                              | -                              | -                              | -                              | 10    | 0     | 0     |
| 2017-2018             | Greuther Fürth (prêt) | 2. Bundesliga         | 15          | 0           | 1           | -                     | -                     | -                     | -                              | -                              | -                              | -                              | 15    | 0     | 1     |
| 2018-2019             | Greuther Fürth (prêt) | 2. Bundesliga         | 29          | 3           | 3           | 1                     | 0                     | 0                     | -                              | -                              | -                              | -                              | 30    | 3     | 3     |
| Sous-total            | Sous-total            | Sous-total            | 54          | 3           | 4           | 1                     | 0                     | 0                     | -                              | -                              | -                              | -                              | 55    | 3     | 4     |
| 2019-2020             | Holstein Kiel         | 2. Bundesliga         | 12          | 1           | 2           | -                     | -                     | -                     | -                              | -                              | -                              | -                              | 12    | 1     | 2     |
| 2020-2021             | Holstein Kiel         | 2. Bundesliga         | 32+2        | 2+0         | 8+0         | 5                     | 1                     | 3                     | -                              | -                              | -                              | -                              | 39    | 3     | 11    |
| 2021-2022             | Holstein Kiel         | 2. Bundesliga         | 32          | 1           | 7           | 2                     | 1                     | 0                     | -                              | -                              | -                              | -                              | 34    | 2     | 7     |
| 2022-2023             | Holstein Kiel         | 2. Bundesliga         | 33          | 11          | 10          | 1                     | 0                     | 0                     | -                              | -                              | -                              | -                              | 34    | 11    | 10    |
| Sous-total            | Sous-total            | Sous-total            | 111         | 15          | 27          | 8                     | 2                     | 3                     | -                              | -                              | -                              | -                              | 119   | 17    | 30    |
| 2023-2024             | Hertha Berlin         | 2. Bundesliga         | 26          | 7           | 13          | 4                     | 4                     | 3                     | -                              | -                              | -                              | -                              | 30    | 11    | 16    |
| Total sur la carrière | Total sur la carrière | Total sur la carrière | 208         | 26          | 42          | 14                    | 6                     | 6                     | -                              | 2                              | 0                              | 0                              | 224   | 32    | 48    |